# Liste der Bodendenkmäler in Jandelsbrunn
Auf dieser Seite sind die Bodendenkmäler in der niederbayerischen Gemeinde Jandelsbrunn zusammengestellt. Diese Tabelle ist eine Teilliste der Liste der Bodendenkmäler in Bayern. Grundlage ist die Bayerische Denkmalliste, die auf Basis des Bayerischen Denkmalschutzgesetzes vom 1. Oktober 1973 erstmals erstellt wurde und seither durch das Bayerische Landesamt für Denkmalpflege geführt wird. Die folgenden Angaben ersetzen nicht die rechtsverbindliche Auskunft der Denkmalschutzbehörde.

## Bodendenkmäler in Jandelsbrunn
| Lage                     | Objekt | Akten-Nr.     | Bild           |
| ------------------------ | --- | ------------- | -------------- |
| (Standort)               | Frühneuzeitliche Wüstung Lenzmühle. | D-2-7247-0134 |                |
| Bergstraße 19 (Standort) | Untertägige Befunde des Mittelalters und der frühen Neuzeit im Bereich der katholischen Pfarrkirche St. Ägidius mit zugehörigem Friedhof in Wollaberg, darunter die Spuren von Vorgängerbauten bzw. älteren Bauphasen. | D-2-7248-0019 | weitere Bilder |